# Ryan Crocker

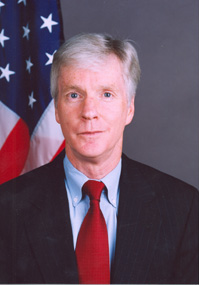
Ryan Crocker

Ryan Clark Crocker (* 19. Juni 1949 in Spokane, Washington) ist ein amerikanischer Diplomat. Von Juli 2011 bis Juli 2012 war er Botschafter der Vereinigten Staaten in Afghanistan. Zuvor war er Dekan der Bush School of Government and Public Service an der Texas A&M University, nachdem er 2009 nach 37-jähriger Karriere erstmals aus dem Auswärtigen Dienst ausgeschieden war.

## Leben
Ryan Crocker absolvierte das University College Dublin und das Whitman College in Walla Walla, wo er 1971 einen B.A. in Englischer Literatur erhielt.
Nach Sprachtraining in Persisch war seine erste Auslandsverwendung 1972 im US-Konsulat in Chorramschahr. Anschließend diente er 1974 an der neuen US-Botschaft in Doha. 1976 kehrte Crocker nach Washington, D.C. zurück und absolvierte bis 1978 einen 20-monatigen Arabischkurs an der Sprachschule in Tunis. Danach diente er in Bagdad und von 1981 bis 1984 in Beirut.
Das akademische Jahr 1984–85 verbrachte er an der Princeton University, wo er Nahost-Angelegenheiten studierte. Von 1985 bis 1987 war er stellvertretender Abteilungsleiter für Israel und arabisch-israelische Angelegenheiten. Anschließend war er bis zur irakischen Kuwait-Invasion an der US-Botschaft in Kairo tätig: 1990 wurde Crocker als Nachfolger von John Thomas McCarthy zum US-Botschafter in Libanon und zum Leiter der Iraq-Kuwait Task Force ernannt. Von 1994 bis 1997 war er in der Nachfolge von Edward Gnehm US-Botschafter in Kuwait sowie von 1998 bis 2001 in Syrien, wo seine Residenz von einem wütenden Mob geplündert wurde.
Im Januar 2002 wurde er zum Chargé d’Affaires ad interim in Afghanistan ernannt. Von 2004 bis 2007 war Crocker US-Botschafter in Pakistan und von 2007 bis 2009 US-Botschafter im Irak. Im Juli 2011 trat er dann die Nachfolge von Karl Eikenberry als Botschafter in Kabul an. Schon ein Jahr später trat er aus medizinischen Gründen zurück. Im August 2012 wurde er verhaftet, nachdem er unter Alkoholeinfluss Fahrerflucht begangen hatte.
2013 wurde er in den Broadcasting Board of Governors berufen.

## Preise und Auszeichnungen (Auswahl)

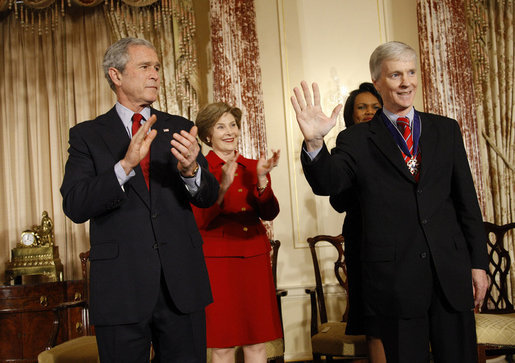
Crocker (rechts) erhält die Presidential Medal of Freedom; (von links: Präsident George W. Bush, First Lady Laura Bush, Außenministerin Condoleezza Rice, Crocker)

Crocker erhielt 1994 einen President's Award for Distinguished Federal Civilian Service, 1997 den Department of Defense Distinguished Civilian Service Award, 2008 den Secretary's Distinguished Service Award des State Department und 2009 die Freiheitsmedaille des US-Präsidenten.
Zu seinem Ausscheiden 2012 ernannten die US-Marines ihn zum Ehren-Marine.
2013 erhielt er einen Ehrendoktor der American University of Afghanistan.